# هارولد ومود (فلم)
هارولد ومود (بالإنجليزية: Harold and Maude) فيلم دراما كوميدي أمريكي لعام 1971 من إخراج هال أشبي وأصدرته شركة باراماونت بيكتشرز. يتضمن الفيلم عناصر من الفكاهة السوداء والدراما الوجودية. تدور القصة حول مآثر شاب في أوائل العشرينات من عمره يدعى هارولد شاسين (بود كورت) الذي يشغل عقله فكرة الموت. يبتعد هارولد عن الحياة التي وصفتها له والدته المنفصلة (فيفيان بيكلز)، ويطور ببطء صداقة قوية، تتخذ في النهاية شكل علاقة رومانسية، مع امرأة تبلغ من العمر 79 عامًا تدعى مود (روث جوردون)، وهى أحد الناجين من معسكر اعتقال نازي، وتطلع هارولد عن أهمية الحياة على أكمل وجه، وأن الحياة هي أثمن هدية على الإطلاق.
يستند الفيلم إلى سيناريو كتبه كولين هيغينز ونُشر كرواية في عام 1971. وشملت مواقع التصوير في منطقة خليج سان فرانسيسكو مقبرة هولي كروس ومقبرة غولدن غيت الوطنية وأطلال حمامات سوترو.
كان الفيلم غير ناجح تجاريًا ونقديًا عندما تم إصداره، ولكن مع مرور الوقت تكون للفيلم طائفة أتباع cult، وفي عام 1983 بدأ في جني الأرباح. تصنف الفيلم في المرتبة 45 في قائمة المعهد الأمريكي للأفلام لأكثر 100 فيلم مرح في كل العصور، وتم اختياره للحفظ في السجل الوطني للأفلام بمكتبة الكونغرس Library of Congress في عام 1997، لكونه «مهمًا ثقافيًا أو تاريخيًا أو جماليًا».  تم إصدار نسخ دي في دي وبلوراي في 12 يونيو 2012.

## طاقم التمثيل
- روث جوردون: في دور مود
- بود كورت: في دور هارولد
- فيفيان بيكلز: في دور السيدة تشايسن
- سيريل كوزاك: في دور جلوكاس
- تشارلز تاينر: في دور العم فيكتور
- إلين جير: في دور صن شاين دوريه
- توم سكيريت: في دور رجل شرطة
- إريك كريسماس: في دور رجل دين
- جوردون ديفول: في دور ضابط شرطة
- راي ك.غومان: في دور ضابط شرطة
- سونيا سوريل: في دور رئيسة التمريض
- ج. وود: في دور طبيب نفساني
- جودي آنجيلز: في دور كاندي جولف
- شاري سومورز: في دور أديث فيرن[6]

## أحداث الفيلم
الشاب هارولد شاسن، يتمتع بشخصية انعزالية، ولا يصادق من حوله، وهو مهووس بفكرة الموت، ويتجلى هذا الانبهار في قيامه بانتحاراته الوهمية، وقيادة الجنازات، وحضور الجنازات، حتى مع الأشخاص الذين لا يعرفهم، كل ذلك يثير استياءه. تعيش والدته الثرية في حالة غضب من ولدها، وهي مصممة على أن يكون هارولد «طبيعيًا»، بما في ذلك إرساله إلى العلاج للتعامل مع مشكلاته وإيجاد صديقة له من خلال خدمة المواعدة بالكمبيوتر. يلتقى هارولد مع مود في سلسلة من الجنازات، وهي على أعتاب عيد ميلادها الثمانين، وهي أيضًا تحضر جنازات الغرباء. مود مهووسة بالحياة على عكس هارولد، وتفعل كل ما تريد لإرضاء نفسها، وتلعن ما قد يعتقده الآخرون أو كيف يمكن أن يتأثروا. نظرًا لأنها لا تمتلك أي ممتلكات مادية، فهي مهتمة أكثر بالتجارب. تستند صداقتها مع الشاب هارولد في البداية على حوار عن كيفية يمكن تعزيز أولوياتهم، لكن بينما تُظهر مود لهارولد كيف يعيش حقًا، يقع هارولد في حبها. تتقلص علاقتهم المحدودة بالفعل من خلال الرياضيات المطلقة، وتتقلص أكثر حيث تظهر مود لهارولد ليس فقط كيف يعيش بشكل جيد، بل يموت بشكل جيد.

## استقبال الفيلم
كانت الآراء متباينة حول فيلم "هارولد ومود"، حيث شعر العديد من النقاد بالإهانة من الفكاهة المظلمة للفيلم. كتب روجر إيبرت، مقالة عن الفيلم بتاريخ 1 يناير 1972، حيث منح الفيلم نجمة ونصف من أصل أربعة، قائلاً: "وما حصلنا عليه، أخيرًا، هو فيلم عن المواقف. هارولد هو الموت، والحياة هي مود، وقد تمكن الفيلم من جعل الاثنين يبدوان متشابهين جدًا لدرجة أن الحياة لا تستحق العناء الإضافي. الأسلوب المرئي يجعل الجميع يبدو منتعشًا من متحف الشمع، وكل ما يفتقر إليه الفيلم هو الكثير من الغردينيا والزنابق والورود القديمة في بهو الفندق، مما يملأ المكان برائحة حلوة لاذعة. لا يوجد شيء أكثر للإبلاغ عنه اليوم. لا يصنع هارولد حتى النعش". كما انتقد فينسينت كانبي الفيلم، مشيرًا إلى أن الممثلين "عدوانيون جدًا، مخيفون للغاية، ومن الواضح أن هارولد ومود خلقوا لبعضهم البعض، وهي نقطة يرفض الفيلم نفسه التعرف عليها بنهاية ملتوية يخون، على ما أعتقد، ادعاءاته المؤكدة للحياة.
كان الفيلم مفضلاً لدى الجميع cult favorite، والأهم من ذلك، في مينيابوليس، قام السكان في الواقع باعتصام في دار عرض «وست جايت» لإجبار إدارة الدار على تغيير صورة اعلان الفيلم.
منح موقع الطماطم الفاسدة الفيلم تقييم مقداره 85% بناء على آراء 46 ناقد سينمائي، وكتب الإجماع النقدي للموقع: «كوميديا هال آشبي مظلمة للغاية وملتوية بالنسبة للبعض، وتتجاوز أحيانًا حدودها، ولكن لا يمكن إنكار روح الدعابة الدافئة والقلب الكبير للفيلم».
صنفت نقابة الكتاب الأمريكية the Writers Guild of America في عام 2005 سيناريو الفيلم في المركز 86 في قائمتها التي تضم 101 سيناريو من أعظم سيناريوهات على الإطلاق.
أجرت مجلة «سايت أند ساوند Sight & Sound» استطلاعاً للرأي عام 2012 لأفضل مخرجي الأفلام في العالم، وتم التصويت لصالح «هارولد ومود»، وفي هذه المناسبة قال المخرج الألماني سيراس فريش: «أنا آسف لك يا فيلم «هارولد ومود»، لقد تنكر لك الناس لفترة طويلة، ولكنك فيلمي المفضل».

## وصلات خارجية
- هارولد ومود  في قاعدة بيانات الأفلام على الإنترنت (بالإنجليزية)
- هارولد ومود (فلم) في قاعدة بيانات تيرنر كلاسيك موفيز للأفلام.
- هارولد ومود على موقع أول موفي.
- هارولد ومود (فلم) في روتن توميتوز.
- Guide to Harold and Maude filming locations
- A Boy of Twenty and a Woman of Eighty an essay by Leticia Kent at the Criterion Collection
- Harold and Maude essay by Daniel Eagan in America's Film Legacy: The Authoritative Guide to the Landmark Movies in the National Film Registry, A&C Black, 2010 (ردمك 0826429777), pages 677-679